# Evergestis inglorialis
Evergestis inglorialis là một loài bướm đêm trong họ Crambidae.